# Luise Katharina von Rautter

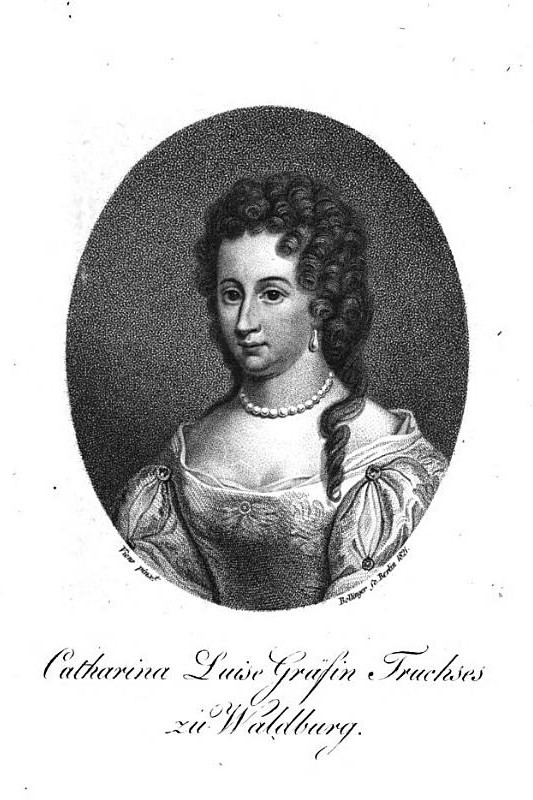
Luise Katharina von Rautter, nach 1679 als Gräfin Truchseß zu Waldburg.

Luise Katharina von Rautter (* 17. Februar 1650 in Willkamm, Kreis Gerdauen, Ostpreußen; † 4. Juni 1703 in Rautenburg, Kreis Niederung, Ostpreußen) war eine preußische Gutsbesitzerin und Wasserbau-Unternehmerin.

## Leben
Luise Katharina von Rautter stammte aus der ostpreußischen Adelsfamilie Rautter; ihre Eltern waren der Kammerherr Ludwig von Rautter (1623–1665), Gutsherr auf Willkamm, Blandau und Groß Sobrost, und Amalie von Podewils. Luise Katharina war die älteste Tochter von insgesamt neun Kindern des seit 1645 verehelichten Elternpaars. Ihr ältester Bruder war Wilhelm Albrecht von Rautter, kurfürstlicher Obrist und Amtshauptmann in Preußisch Holland.
1669 heiratete sie im Alter von 19 Jahren den brandenburgischen Generalquartiermeister der preußischen Armeen  und Amtshauptmann von Biegen Philippe de la Chièze, der vom Großen Kurfürsten den Auftrag erhalten hatte, in Ostpreußen Meliorationen in Angriff zu nehmen. 1671 wurde vertraglich vereinbart, dass Chièze einen Verbindungskanal zwischen dem Gilgestrom und der Deime bauen solle, hauptsächlich um die Fahrtroute für Handelsschiffe von Königsberg nach Polen und Russland zu verkürzen. Als Chièze 1673 verstarb, führte sie als Witwe das von ihm begonnene Werk fort; es entstanden daraus die Güter der  späteren Grafschaft Rautenburg (Majorat seit 1786, Grafschaft seit 1787), die die größten des Kreises Niederung waren. Die Bezeichnung Rautenburg, vom Familiennamen Rautter oder Rauter hergeleitet, hatte Chièze für das von ihm erbaute, am rechten Ufer der Gilge gelegene Schloss zu Ehren seiner Gattin gewählt. Dort erbaute er auch die Kirche Lappienen, deren Ausstattung seine Witwe nach seinem Tod 1679 fortsetzte. Noch im selben Jahr heiratete Katharina Luise von Rautter, verwitwete de la Chièze, in zweiter Ehe den Militär der Festung Pillau General Wolf Christoph Erbtruchseß Graf zu Waldburg (1643–1688).

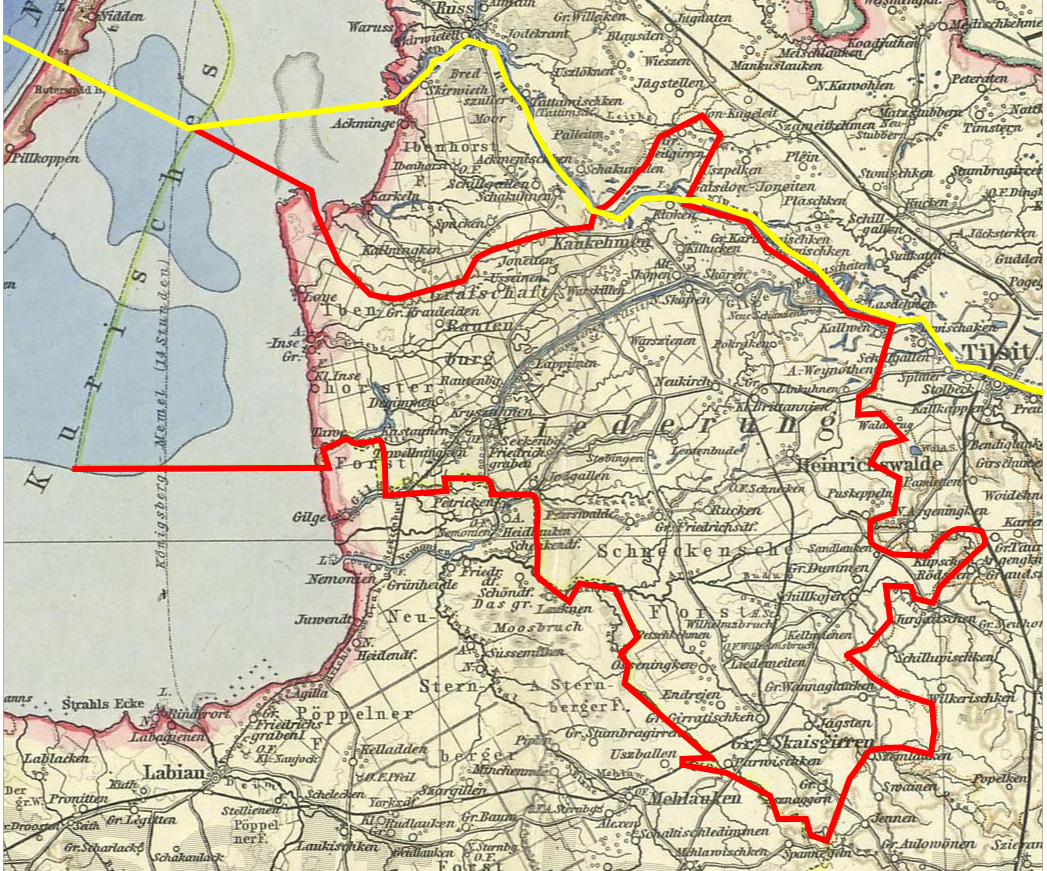
Grafschaft Rautenburg und Lage von Schloss Rautenburg an der rechten Seite der Gilge im ostpreußischen Landkreis Niederung (Kreisgrenzen bis 1920 in rot, heutige litauisch-russische Grenze in gelb. Diese Grenzziehung entspricht auch der nördlichen Kreisgrenze nach Abtrennung des Memellands 1920.)

Nach einigen Fehlversuchen war das  Projekt des Verbindungskanals  inzwischen  so weit fortgeschritten, dass es unter Aufsicht des Bauleiters Johann Stawinski gelungen war, einen schmalen Probegraben zwischen Gilge und Deime fertigzustellen.  Katharina Truchseß zu Waldburg nahm diesen Teilerfolg zum Anlass, am 4. Juni 1689 mit Kurfürst Friedrich III. einen Vertrag abzuschließen, in dem sie sich bei bestimmten Gegenleistungen seitens des preußischen Staats verpflichtete, einen schiffbaren Verbindungskanal zwischen Deime und Gilge auf eigene Kosten zu verwirklichen. Am 11. Juni 1689 wurde unter der Aufsicht Stawinskis mit dem Kanalbau begonnen. Nach einer Bauzeit von acht Jahren war das Kanalsystem, Friedrichsgraben genannt, fertiggestellt.  Katharina Truchseß zu Waldburg erhielt das Recht, Kanalzoll erheben zu dürfen. 1710 wurde die neue Wasserstraße verstaatlicht.

## Kinder
Aus erster Ehe stammten zwei Töchter und ein Sohn:
- Amalia Dorothea de Chiese, die älteste Tochter heiratete den Amtshauptmann Gebhard Johann  von Keyserling (1699–1761[4])  aus Kurland; dieser wurde am 25. April 1744 von Friedrich dem Großen in den preußischen Grafenstand erhoben.[5] Durch diese Verbindung wurde die Linie Keyserling-Rautenburg begründet, an die der Besitz Rautenburg später kam.[6][7]
- Henriette Maria de Chiese heiratete den königlich-preußischen Tribunalsrat von Schöneich, Gutsherr auf Karnitten.
- Friedrich Wilhelm de Chiese, Gutsherr auf  Capustigall (heute Nikolajewka (Kaliningrad)),  Seepothen und Glauthienen, war königlich-preußischer Tribunalsrat. Sein Sohn, der Enkel Karl Ludwig de Chiese († 1750), Gutsherr derselben Güter, war der letzte Nachkomme dieses Namens in Preußen.

Aus der Verbindung mit Wolf Christoph Erbtruchseß Graf zu Waldburg stammten die Kinder: 
- Helene Dorothea Truchseß von Waldburg (* 24. Mai 1680; † 15. Juli 1712); sie heiratete am  12. März 1703 Heinrich Wilhelm zu Solms-Wildenfels (* 27. Mai 1675; † 15. September 1741).
- Karl Ludwig Truchseß von Waldburg (* 1685; † 22. April 1738), preußischer Generalmajor; er heiratete Sophie Charlotte von Wylich und Lottum (1694–1771), Tochter von Philipp Karl von Wylich und Lottum.